# Croatá
Croatá este un oraș în statul Ceará (CE) din Brazilia.